# 경복궁의 여인들
"경복궁의 여인들"은 1972년 공개된 대한민국의 영화이다.

## 배역
- 최무룡
- 윤정희
- 문희
- 홍세미
- 박암
- 황해
- 김순철
- 고상미
- 최삼
- 김칠성
- 김웅
- 김기범
- 지용남
- 조덕성
- 윤일주
- 최준
- 김신재